# Christoph D'Haese
 (juin 2024).
Si vous disposez d'ouvrages ou d'articles de référence ou si vous connaissez des sites web de qualité traitant du thème abordé ici, merci de compléter l'article en donnant les références utiles à sa vérifiabilité et en les liant à la section « Notes et références ».
Christoph D'Haese, né le 25 février 1967 à Alost, est un homme politique belge, membre de N-VA.

## Biographie

### Parcours professionnel
Il a été assistant en droit et procédure pénal et en criminologie à la KU Leuven.
Après avoir fait son stage d’avocat auprès de Marc Verwilghen, il a travaillé de 1996 à 2013 au barreau de Termonde.

### Parcours politique
À partir de 2006, il s'investit dans la politique locale à Alost.
Alors 12è sur la liste OpenVld, il recueille 1 217 voix. Il est de facto élu et préside le conseil communal de la ville d'Alost de 2007 à 2012.
Début 2011, il annonce rejoindre la N-VA. Aux communales 2012, il mène la liste nationaliste à la victoire avec un score personnel de 5 799 voix. Par la suite il prend le maïorat à la bourgmestre sortante Ilse Uyttersprot 5 720 voix, en construisant une majorité avec le CD&V et le sp.a (le SD&P dans un second temps). En 2018 sa liste ajoute 2% des suffrages à son score et Christoph D'Haese performe avec un 11 081 voix, il choisit de rejeter les socialistes pour s'allier à l'OpenVLD et toujours avec les catholiques.
Aux élections législatives du 25 mai 2014, il est élu à la Chambre des représentants avec 22 677 voix en poussant la liste dans la circonscription de Flandre-Orientale. Deuxième de liste en 2019, il augmente son score en atteignant les 31 670 voix. Il est réélu en 2024.

### Controverse
Il est accusé par une partie de la presse, d'avoir eu une attitude « fort complaisante » lorsque le carnaval d'Alost, ville dont il est le bourgmestre, a provoqué une polémique, avec un char jugé antisémite, représentant des caricatures de juifs orthodoxes au nez crochu assis sur des sacs d'or.

## Mandats politiques[4]
- Depuis le 02/01/2007 : Conseiller communal à Alost (président du conseil communal jusqu'au 14 octobre 2012) ;
- Depuis le 02/01/2013 : Bourgmestre de Alost ;
- Depuis le 19/06/2014 : Député fédéral à la Chambre des représentants de Belgique.

## Décoration
- Chevalier de l'ordre de Léopold (2024)[5]